# Riccardo Zandonai

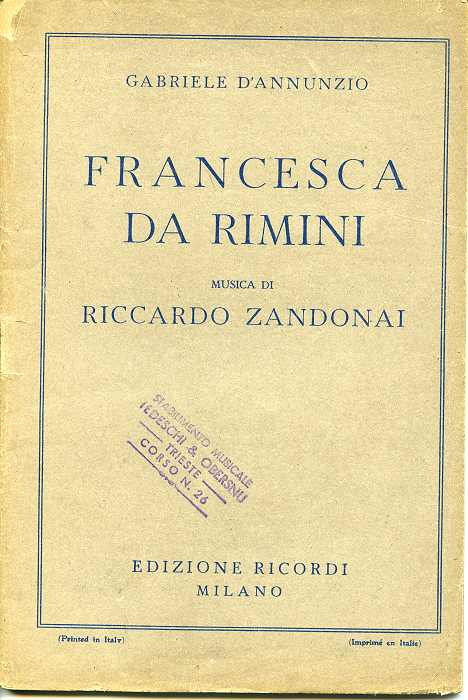
Cover van het libretto uit 1914 van de opera Francesca da Rimini van Riccardo Zandonai.

Riccardo Antonio Francesco Zandonai (Sacco di Rovereto, 28 mei 1883 – Trebbiantico bij Pesaro, 5 juni 1944) was een Italiaans componist en muziekpedagoog.

## Levensloop
Zandonai begon zijn muziekstudies aan de Scuola Musicale di Rovereto bij Vincenzo Gianferrari. Van 1898 tot 1901 was hij een leerling van onder andere Pietro Mascagni aan het Liceo Musicale "Rossini" di Pesaro. Hij componeerde voornamelijk opera’s. Hij was de laatste in de lijn operacomponisten van het Italiaanse verisme, die de componisten Franco Alfano, Arrigo Boito, Alfredo Catalani, Francesco Cilea, Umberto Giordano, Pietro Mascagni en Giacomo Puccini omvatten.
Hij was getrouwd met de sopraan Tarquinia Tarquini (1883 - 1976). Vanwege zijn fantasierijke maar hoofdzakelijk traditionele kijk, had hij weinig gemeen met zijn progressieve tijdgenoten zoals Gian Francesco Malipiero en Ildebrando Pizzetti.
Tegen de tijd dat hij begon met zijn studie componeren, in 1898, werd zijn leraar Mascagni niet meer beschouwd als erfgenaam van de troon van Giuseppe Verdi. Die plaats was inmiddels ingenomen door Puccini.
Waarschijnlijk om die reden kwam Zandonai’s eigen operacarrière niet van de grond totdat de beroemde componist/librettist Arrigo Boito hem introduceerde bij Giulio Ricordi, een uitgever wiens invloed ten aanzien van de operahuizen in Italië ongeëvenaard was.
In 1907, geïmponeerd door de belofte van zijn opera Il Grillo del Focolare (De veenmol op de haard), zag Ricordi Zandonai hem als een mogelijk succes en plaatste hem onder contract.
Zijn internationale reputatie werd gevestigd in 1914 door de opera Francesca da Rimini die, met meer dan tweehonderd opvoeringen in twintig landen, zijn bekendste werk bleef. Verder schreef hij kerkmuziek en een aantal concerten, onder andere voor viool, cello en dwarsfluit.
In 1939 werd hij directeur van het Liceo Rossini in Pesaro.

## Typering
Zandonai’s muziek is moeilijk te omschrijven, aanvankelijk lag hij in de lijn van Puccini en Mascagni.
Na 1910, toen hij naar Spanje gezonden werd door zijn uitgever Ricardo, om de lokale kleur en sfeer op te snuiven, voor zijn volgende werk, de opera Conchita, veranderde zijn stijl onder invloed van belangrijke componisten, zoals Claude Debussy en Richard Strauss, hetgeen o.a. in een rijkere ander vorm van orkestratie vertaald werd.
Zijn latere werken hadden meer eenvoud en originaliteit, zoals b.v. zijn werk La farsa amorosa, gebaseerd op hetzelfde verhaal als El Sombrero de tres picos van Manuel de Falla.
Hij behoorde tot de groep Italiaanse componisten die bekendstond als de Generazione dell’80.

## Composities

### Werken voor orkest
- 1909 Serenata medioevale, voor cello, harp, 2 hoorns en strijkers
- 1914-1918 Terra nativa, 2 suites:
  1. Primavera in Val di Sole,
  2. Autonno fra i monti
- 1919 Concierto romantico, voor viool en orkest
- 1929 Ballata eroica
- 1929 Fra gli alberghi delle Dolomiti
- 1930-1931 Quadri di Segantini
- 1932 Il flauto notturno, voor fluit en klein orkest
- 1934 Spleen, voor cello en orkest
- 1934 Concierto andaluso, voor cello en klein orkest
- 1935 Colombina, overture
- 1936 Rapsodia trentina
- 1940 Biancaneve

### Werken voor harmonieorkest
- 1910 Il grillo del tricolore, fantasie
- 1913 Fantasie uit de opera "Conchita"
- 1914 Melenis, fantasie
- Eternità, treurmars
- L'ultimo pensiero, treurmars
- Solennità, treurmars
- Verso il cielo, treurmars

### Muziektheater

#### Opera's
| Voltooid in | titel                                                                             | aktes                              | première                                      | libretto                                                          |
| ----------- | --------------------------------------------------------------------------------- | ---------------------------------- | --------------------------------------------- | ----------------------------------------------------------------- |
| 1906        | La coppa del re, op. 1                                                            | 1 akte                             |                                               | Gustavo Chiesa, naar Friedrich von Schiller                       |
| 1906-1907   | L'uccellino d'oro, op. 2                                                          | 3 aktes                            | 1907, Sacco                                   | Giovanni Chelodi, naar Gebroeders Grimm                           |
| 1905-1907   | Il grillo del focolare, op. 3                                                     | 3 aktes                            | 1908, Turijn                                  | Cesare Hanau, naar Charles Dickens)                               |
| 1909-1910   | Conchita (La femme et le pantin), op. 4                                           | 4 aktes                            | 14 oktober 1911, Milaan, Teatro dal Verme     | Maurice Vaucaire en Carlo Zangarini, naar Pierre Louÿs            |
| 1908-1911   | Melenis, op. 5                                                                    | 3 aktes                            | 1912, Milaan                                  | Massimo Spiritini en Carlo Zangarini, naar Louis Bouilhet         |
| 1912-1913   | Francesca da Rimini, op. 6                                                        | 4 aktes                            | 19 februari 1914, Turijn, Teatro Regio        | Tito Ricordi, naar Gabriele D'Annunzio                            |
| 1914-1916   | La via della finestra, op. 7                                                      | 3 aktes; 2e versie: 2 aktes;       | 27 juli 1919, Pesaro; 2e versie: 1923, Pesaro | Giuseppe Adami, naar Eugène Scribe                                |
| 1920-1921   | Giulietta e Romeo, op. 8                                                          | 3 aktes                            | 14 februari 1922, Rome, Teatro Costanzi       | Arturo Rossato, naar Luigi Alvise Da Porto en William Shakespeare |
| 1923-1924   | I cavalieri di Ekkebú, op. 9                                                      | 4 aktes, 5 taferelen               | 7 maart 1925, Milaan, Teatro alla Scala       | Arturo Rossato, naar Selma Lagerlöf                               |
| 1926-1927   | Giuliano, op. 10                                                                  | proloog, 2 aktes en epiloog        | 1928, Napels                                  | Arturo Rossato, naar J. Da Varagine                               |
| 1931        | Una partita, op. 11                                                               | 1 akte                             | 19 januari 1933, Milaan, Teatro alla Scala    | Arturo Rossato, naar Alexandre Dumas père                         |
| 1932        | La farsa amorosa                                                                  | 3 aktes, 5 taferelen, 2 intermezzi | 22 februari 1933, Rome                        | Arturo Rossato, naar Pedro Antonio de Alarcón                     |
| 1942-1944   | Il Bacio, op. 13 (onvoltooid); voltooid door Emidio Mucci, naar Gottfried Keller; | 3 aktes                            | 1954, Milaan                                  | Arturo Rossato                                                    |

#### Toneelmuziek
- 1938-1939 Commenti musicali all'Aiace di Sofocle, incidentele muziek voor mannenkoor en orkest, op. 18 - première: 1939, Syrakus

## Publicaties
- D'Annunzio e la musica di "Francesca", Scenario. Jg. 1938. April-Nr. Roma.